# Kabballi, Kadur
Kabballi là một làng thuộc tehsil Kadur, huyện Chikmagalur, bang Karnataka, Ấn Độ.